# Maurice Pawlewski
Maurice Pawlewski (* 10. August 1998 in Münster) ist ein deutscher Schauspieler.

## Leben
Von März 2017 bis August 2020 absolvierte Pawlewski erfolgreich eine Schauspielausbildung an der Freien Schauspielschule Hamburg. Die Rolle des Sandro Hemmer bei Unter uns war für ihn die erste TV-Episodenhauptrolle, für die er für drei Monate von seiner Schauspielschule freigestellt wurde. Zuvor stand er bei den zwei Kurzfilmen Zu Hause und Hör zu vor der Kamera und spielte die Theaterstücke Sieben Türen und My Marriage to Ernest Borgnine. Pawlewski spielte  in der ARD-Telenovela Rote Rosen den ehemaligen Strafgefangenen Marvin Köpke. Seinen ersten Auftritt hatte er im März 2023 in Folge 3731, seinen letzten im November 2024 in Folge 4063. 
Pawlewski lebt in Hamburg.

## Theater
- 2019: Der Mann mit Anzug, Koffer und Handy, Junges Theater Hamburg
- 2020: Jürgen Bartsch – Selbstbildnis eines Kindermörders, Junges Theater Hamburg
- 2020: Das Fest, Junges Theater Hamburg
- 2020: Don Carlos, Junges Theater Hamburg

## Filmografie
- 2019: Die Wiederkehr – Sem Dhul (Spielfilm)
- 2019: Unter uns (als Sandro Hemmer, 6188–6235, RTL)
- 2019: Four More (Serie)
- 2021: Alles was zählt (als Marc Giese, 3761–3769, RTL)
- 2023–2024: Rote Rosen